# Altria
A Altria (anteriormente chamada de Philip Morris Companies) é a segunda maior empresa de tabaco do mundo. Indexada no Dow Jones Industrial Average e no S&P 500, possui a Marlboro e também participação na SABMiller.
Atualmente, a concorrente British American Tobacco, dona da Souza Cruz no Brasil e da R. J. Reynolds Tobacco Company nos Estados Unidos, é o maior grupo de tabaco do planeta. 

## História
Philip Morris abriu uma loja na London's Bond Street em 1847, onde se vendia tabaco e cigarros de enrolar. Após a morte de Mr. Morris, a sua mulher Margaret e o seu irmão (Leopold) tomaram conta do negócio.
A companhia tornou-se pública em 1881, quando Joseph Grunebaum se juntou a Leopold para formar a Philip Morris & Company and Grunebaum, Ltd., que foi dissolvida quatro anos depois, sendo renomeada Philip Morris & Co., Ltd.. 
Em 1894 a companhia foi comprada por William Curtis Thomson, deixando finalmente de estar sob o controle familiar original. Em 1902 Gustav Eckmeyer criou uma filial em Nova Iorque (os produtos da tabaqueira já eram exportados para os Estados Unidos desde 1872). A companhia foi divida em dois: a parte britânica e a parte estadunidense.
O logótipo foi criado em 1919, e nesse mesmo ano a companhia foi comprada pelos accionistas americanos, sendo incorporada no estado da Virginia passando a ser denominada Philip Morris & Co., Ltd., Inc.. Foi também estabelecia uma fábrica em Richmond, na Virgínia.
Em 1924, foi fundada a Marlboro.
Nos anos 50 foi fundada a Philip Morris International com o objectivo de produzir e vender cigarros em todo o mundo.
A companhia comprou a Kraft Foods a 30 de Outubro de 1988 por 13,1 bilhões de dólares. Este negócio foi feito para abrir o leque de produtos produzidos. Em 2000 também comprou a Nabisco.
A 27 de Janeiro de 2003, a Philip Morris International mudou de nome para Altria Group para dissociar a imagem da marca ao tabaco.

## Marcas
Outras marcas populares de tabaco pertencentes à Philip Morris são:[carece de fontes?] L&M, Parliament, Chesterfield, Lark, Muratti, Multifilter, Virginia Slims, SG, Português, Ritz, Benson and Hedges, Diana, Basic, Partner, Bond Street, Papastratos, Assos, Lider, Fajrant, She, Armada, Carmen, Caro, Karo, F6, Merit, Clea, Mercedes, Next, North Pole, President, Astra, Prima, Start, Sparta, Tabaqueira, Vatra, Soyuz Apollo, Red & White, Klaipéda, Kaunas, Dubliss, Detroit, Kentucky, Brunette, Arlette, Barking Dog, High Leaf, Colorado, Piel Roja, Petra, Optima, Eve, Multi, English Ovals etc.